# (49272) Bryce Canyon
(49272) Bryce Canyon ist ein Asteroid des Hauptgürtels, der am 27. Oktober 1998 von Roy A. Tucker im Goodricke-Pigott-Observatorium (IAU-Code 683) in Arizona entdeckt wurde. Er wurde am 2. April 2007 nach dem Bryce-Canyon-Nationalpark im Süden von Utah benannt, dort gibt es einen der dunkelsten Nachthimmel auf dem Festland der USA, was eine besonders gute Himmelsbeobachtung ermöglicht.